# Andrelândia
Andrelândia é um município brasileiro do estado de Minas Gerais. Localiza-se na Mesorregião do Sul e Sudoeste de Minas e sedia a Microrregião de Andrelândia, ao sul da capital do estado, da qual está a cerca de 300 km. Ocupa uma área de aproximadamente 1 005 km² e sua população em 2022 foi recenseada em 11 927 habitantes, sendo o 303º município mais populoso do estado de Minas Gerais e o quinto de sua região geográfica imediata.
A cidade tem grande tradição em turismo. Muitos de seus antigos casarões são considerados patrimônios históricos municipais. Outros destaques são as festas religiosas, como a Festa de São Sebastião, Folia de Reis, Semana Santa, Festa de São Benedito, Corpus Christi e a festa da padroeira, Nossa Senhora do Porto, em agosto.
A cidade é a terra natal do professor, historiador e acadêmico José Murilo de Carvalho.

## Origem do nome
Ao ser elevado à categoria de vila passou a denominar-se Vila Bela do Turvo, seu primeiro nome, pela lei provincial nº 1191, de 27 de julho de 1864. Foi elevado à condição de cidade, com nome de Turvo, em 20 de julho de 1868. Dois anos depois, pela lei provincial nº 1644, de 13 de setembro, o município de Turvo passou a denominar-se Porto do Turvo. Pela lei estadual nº 2, de 14 de setembro de 1891, o município de Porto do Turvo voltou a denominar-se Turvo. Já pela lei estadual nº 556, de 30 de agosto de 1911, o então distrito de Nossa Senhora da Piedade do Rio Grande (pertencente a Andrelândia) passou a denominar-se Arantes.
A partir da lei estadual nº 1 160, de 19 de setembro de 1930, o município de Turvo passou a chamar-se Andrelândia, nome que prevalece atualmente. Seu toponímio é em homenagem ao fazendeiro André da Silveira, que foi um dos primeiros a se instalar na região. A preocupação de André foi estabelecer um local de culto para o desenvolvimento da cidade e de sua população, o que culminou no atual município de Andrelândia.

## História

### Colonização e desenvolvimento

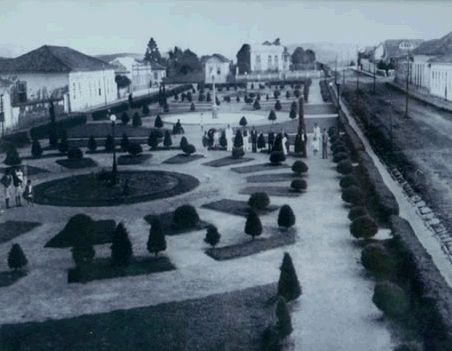
Praça Visconde de Arantes em 1927.

O início da colonização de origem europeia da região do atual município de Andrelândia foi consequência da exploração do ouro no sul do estado de Minas Gerais. Em meados do século XVIII, a região onde hoje está o município já se encontrava totalmente povoada por aventureiros que se dirigiram à região na procura de riquezas.
Por volta de 1740, o afluxo populacional na região aumentou consideravelmente. Muitos eram os que demarcavam uma extensão de terras devolutas e se fixavam, cuidando mais tarde da legalização da posse através da concessão de carta de sesmaria, que era dada pelo governador da Capitania de Minas Gerais. A região do "Congonhal", que se estende por uma grande área de terras férteis na margem direita do Rio Turvo Grande e que recebeu tal denominação em virtude da abundância das árvores, foi uma das áreas mais povoadas.
No ano de 1749, sentindo necessidade de assistência religiosa, o fazendeiro André da Silveira e sua mulher Maria do Livramento e Manoel Caetano da Costa requererão ao Revmo. Frei D. Manoel da Cruz, primeiro bispo de Mariana, licença para erigirem no local denominado Turvo Grande e Pequeno uma capela, com a invocação de Nossa Senhora do Porto do Turvo. Atendido pela autoridade eclesiástica, a capela foi construída, recebendo a bênção católica no ano de 1755. 
Ao redor do pequeno templo muitas casas foram sendo construídas, e logo se formou o Arraial do Turvo, primitiva denominação da localidade.
Em 1833 foi criada, pelos conselhos gerais do Império, a Freguesia de Nossa Senhora do Porto. E
Em 1864 freguesia foi elevada a vila, pela lei n° 1191 de 27 de Julho, transferindo para ela a sede do município do Rio Preto.
Para instalação do município, segundo a legislação vigente, era necessário que a a população construísse, com seus próprios recursos, o prédio da cadeia pública e da câmara municipal. Então, com a colaboração de Antônio Belfort de Arantes e de seu filho, Antônio Belfort Ribeiro de Arantes, as obras puderam ser realizadas e o município foi instalado a 21 de outubro de 1866. Em 20 de julho de 1868 a vila foi elevada à categoria de cidade com a denominação de Turvo, pela lei provincial nº 1518 de 20 de julho.

### Desenvolvimento étnico
No aspecto étnico, a população andrelandense não sofreu muita miscigenação. Grande parte do município é de ascendência portuguesa, através dos primeiros habitantes, que vieram juntamente com os bandeirantes paulistas e que fundaram as antigas fazendas, os primeiros núcleos habitacionais, dos quais nasceu a cidade. A tribo indígena mais próxima foi encontrada mais ao sul mineiro, na região que permeava as nascentes dos rios Verde e Baependi, próximo à Serra do Papagaio, por volta do ano de 1700. Mas foi apenas entre os séculos XIX e XX que começaram a chegar os primeiros estrangeiros em Andrelândia: na sua maioria, libaneses que vinham para o Brasil em busca de riqueza. Além dos estrangeiros que chegaram e integraram a população andrelandense, muitas outras famílias, oriundas de outras cidades e regiões do Brasil, também se sentiram atraídas pelas riquezas do lugar. Da Itália vieram as famílias D'Alessandro e Rivelli; da Espanha, Laredo, Casas Martins, e Garrido e, de Portugal, Gaspar e Pereira. Quase todos, motivados pela construção da Estrada de Ferro Oeste de Minas, inaugurada no dia 14 de junho de 1914, ou tentados em progredir com os benefícios advindos de seu funcionamento.
Existia, na cidade, um grupo de pessoas, embora pequeno, notadamente de origem europeia, que frequentava o comércio andrelandense do início do século XX e que, conforme atestam os mais antigos, foram os primeiros vendedores ambulantes do atual município. Aquele povo habitava uma região não muito distante da sede do município, chamada Congonhal, próxima à Serra da Bandeira. A esse tipo pertencem as Congonheiras, assim denominadas porque eram residentes num bairro rural próximo - o Congonhal. Percorriam a cidade vendendo a colheita de sua pequena lavoura. Eram conhecidos ainda por não aceitarem os empregos que lhes ofereciam. Os Congonheiros ainda existem, e em número muito maior, só que se diversificaram bastante seu modo de vida: perderam a distinção que os marginalizava e muitos se mudaram para a cidade. Casaram-se com outras famílias, aprenderam e dedicam-se aos mais variados ofícios e profissões.

### Evolução administrativa
Sob a lei estadual nº 2 de 14 de setembro de 1891 foi criado o distrito de Nossa Senhora da Piedade do Rio Grande e anexado ao então município de Turvo. Pela lei estadual nº 556, de 30 de agosto de 1911, o distrito de Nossa Senhora da Piedade do Rio Grande passou a denominar-se Arantes, tendo então cinco distritos: Turvo, Arantes, Bom Jardim, Madre de Deus do Rio
Grande e São Vicente Ferrer. Pela lei estadual nº 843, de 7 de setembro de 1923, o distrito de Madre de Deus do Rio Grande passou a denominar-se Cianita e Senhor do Bom Jesus do Jardim a chamar-se Bom Jardim. Pelo decreto-lei estadual nº 148, de 17 de dezembro de 1938, desmembra de Andrelândia o distrito de São Vicente Ferrer, elevado à categoria de município sob a denominação de Francisco Sales. Sob a mesma lei desmembrou-se do município de Andrelândia o distrito de Bom Jardim de Minas, levado à município com o mesmo nome. Pela lei nº 1039, de 12 de dezembro de 1953, desmembraram-e os distritos de Arantes e Cianita, elevados à categoria de municípios com as denominações, respectivamente de Piedade do Rio Grande e Madre de Deus de Minas, permanecendo até hoje somente a Sede.

### Crescimento econômico

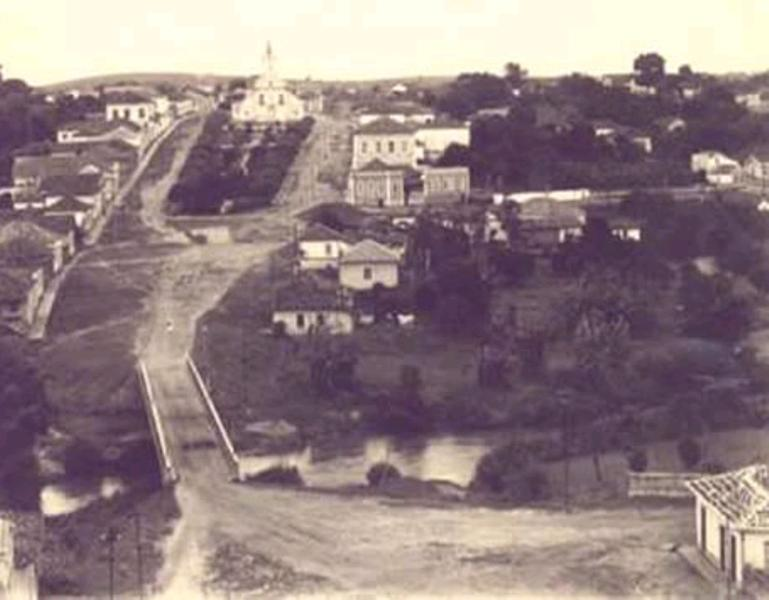
Andrelândia em 1930

Em 1982, o IBGE apurou a existência de 71 estabelecimentos comerciais no município. Um número bastante considerável para uma cidade de baixa renda e por isso, de baixo consumo. Considerando o impulso das três primeiras décadas do século XX, a cidade perdeu em atividade produtiva e circulação monetária, tanto na zona urbana como na rural. O que ocorreu foi o êxodo rural, consequentemente, diminuindo a mão-de-obra que é muito difícil nesta região tão acidentada e de difícil manejo. Com o baixo valor da produção e o alto preço de sementes e insumos, consequência natural de uma política governamental que não se interessava pelo pequeno produtor, o homem do campo se viu forçado a abandonar a sua lide e a procurar os grandes centros urbanos, onde, esperava encontrar algum tipo de trabalho para se manter, ou terminar aumentando o índice de desempregados, subempregados, favelados, famintos e até mesmo dos marginais.
Um outro acontecimento que marcou e ainda reflete na história da economia municipal é o fato de terem desaparecido, sem nenhuma explicação plausível, muitas indústrias instaladas no final do século XIX e primeira metade do século XX. Porém, o movimento comercial andrelandense vem se desenvolvendo bastante principalmente a partir do início da década de 1990, que significou um sinal visível do crescimento econômico e da modernização da cidade.

### História recente
Com o crescimento de Andrelândia e cidades próximas, foi criada a Microrregião de Andrelândia, reunindo além do município, outras doze cidades: Aiuruoca, Arantina, Bocaina de Minas, Bom Jardim de Minas, Carvalhos, Cruzília, Liberdade, Minduri, Passa Vinte, São Vicente de Minas, Seritinga e Serranos. Em 2022 sua população foi recenseada pelo Instituto Brasileiro de Geografia e Estatística em 11 927 habitantes em uma área total de 1 005,285 km². Seu Índice de desenvolvimento humano (IDH) em 2010 era de 0,740 e o PIB per capita em 2020 era de R$ 20.418,04. Localiza-se na Mesorregião do Sul e Sudoeste de Minas.
Atualmente o município vem se destacando em seu turismo. Muitos de seus casarões construídos nos séculos XVII e XVIII viraram patrimônio histórico da cidade. Muitas de suas praças e igrejas também conservam o estilo barroco da época do desbravamento da região. Além disso, Andrelândia também vem desenvolvendo seu turismo rural. As principais atrações são as fazendas antigas, muitas do século XVIII.

## Geografia

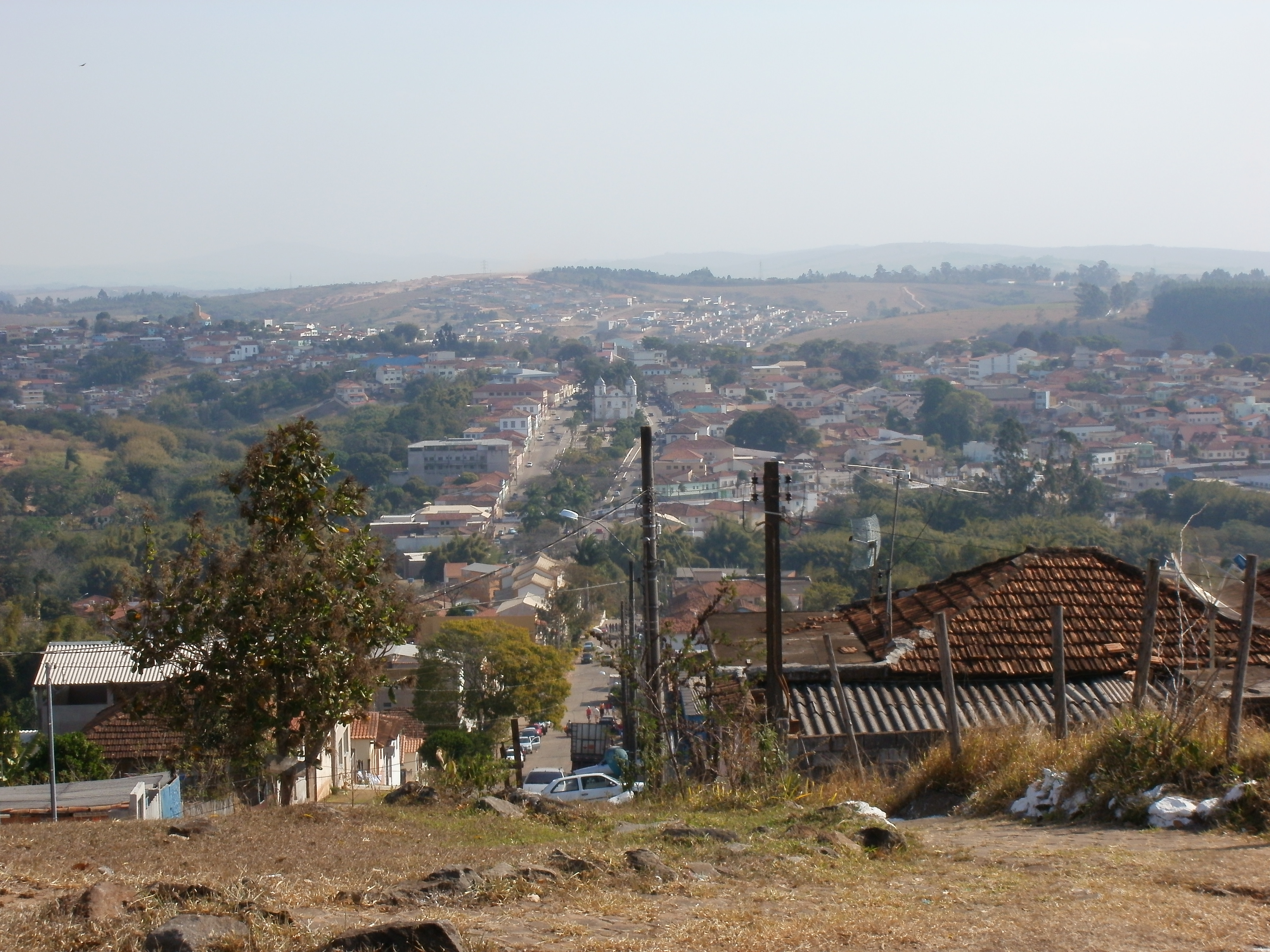
Vista parcial de Andrelândia.

A geografia de Andrelândia é homogênea. O município conta com um relevo ondulado e uma vegetação atlântica. A área do município é de 1 004,536 km², representando 0,1713 % do território mineiro, 0,1087% da área da região Sudeste do Brasil e 0,0118% de todo o território brasileiro. O relevo de Andrelândia é bem acidentado, correspondendo geomorfologicamente ao Planalto Dessecado do Alto Rio Grande, ao Compartimento da Serra da Mantiqueira e à Depressão Rio Aiuruoca, no chamado Planalto Sul Mineiro. A encosta norte-esquerda da Serra da Mantiqueira, ao sul do município, é que define a confluência de suas águas para o Rio Grande. A altitude máxima é de 1 535 m. na Serra da Natureza e a mínima fica em 934 m no Rio Aiuruoca. A sede está em uma altitude de 1 000 m. No município, predomina um relevo variando entre montanhoso e ondulado. Cerca de 20% do território andrelandense é plano, 20% das terras são montanhosas e os 60% restantes são mares de morros e montanhas.
Andrelândia está localizada na Mesorregião do Sudeste Mineiro e Microrregião de Andrelândia, com uma área aproximada de 1.000 quilômetros quadrados. O município limita-se ao norte com Madre de Deus de Minas e Piedade do Rio Grande; a nordeste, com Santana do Garambéu; a leste, com Lima Duarte; a Sudeste, com Bom Jardim de Minas; ao sul com Arantina, Liberdade e Seritinga; a sudoeste, com Serranos e a noroeste com São Vicente de Minas. Andrelândia está a 299 quilômetros de Belo Horizonte, num eixo quase equidistante de São João Del-Rei, Barbacena, Juiz de Fora e Caxambu, que permite situá-la, para referências turísticas, num delta entre a Região das Vertentes, Zona da Mata-Sul e Circuito das Águas.
Conforme a classificação geográfica mais moderna (2017) do IBGE, Andrelândia é um município da Região Geográfica Imediata de Juiz de Fora, na Região Geográfica Intermediária de Juiz de Fora.

### Hidrografia
Suas águas vertem todas para o norte, em direção ao Vale do Rio Grande, formando a cabeceira da Bacia Platina, através dos seguintes cursos, que são os principais: o Rio Grande, que norteia o município, vindo das terras de Bom Jardim de Minas em direção a Lima Duarte, Santana do Garambéu, Piedade do Rio Grande e Madre de Deus de Minas e recebe diretamente, como afluentes, uma infinidade de córregos e o Rio Capivari que nasce em terras andrelandenses e deságua na divisa de Santana do Garambéu com Piedade do Rio Grande.
Do outro lado do município está o Rio Aiuruoca, mais calmo e de águas barrentas, vindo das terras de Serranos, por uma região pouco acidentada, que tem como afluente mais volumoso, pela margem direita, o rio Turvo Grande, depois de receber as águas do Rio Turvo Pequeno, também os ribeirões da Barra, do Sardinha, das Vacas, além de muitos córregos. O Rio Aiuruoca vai desaguar no Rio Grande, fora das terras de Andrelândia, no grande lago artificial da Usina Hidrelétrica de Camargos.

### Clima
O clima de Andrelândia é caracterizado tropical de altitude (tipo Cwb segundo Köppen), com diminuição de chuvas no inverno e temperatura média anual em torno dos 19 °C, tendo invernos secos e frios, frequentemente com ocorrências de geadas em algumas áreas, e verões úmidos com temperaturas mais altas. Os meses de janeiro e fevereiro são os mais quentes do ano, e junho e julho os mais frios. Outono e primavera são estações de transição. O índice pluviométrico anual é superior a 1 500 milímetros (mm), sendo dezembro o mês de maior precipitação. As precipitações sob a forma de chuva e, em algumas ocasiões, de granizo.
O maior acumulado de precipitação em menos de 24 horas registrado em Andrelândia foi de 183 mm registrados em 14 de janeiro de 2011. Outros grandes acumulados foram 154 mm em 24 de janeiro de 1992; 146 mm em 9 de dezembro de 1999; 144 mm em 17 de janeiro de 1985; 143 mm em 31 de outubro de 1973; 138 mm em 23 de janeiro de 1992; 137 mm em 1 de dezembro de 1984; 126 mm em 25 de janeiro de 1985; 122 mm em 4 de dezembro de 1968; 115 mm dias 23 de janeiro de 1985 e 19 de janeiro de 1977; 113 mm em 8 de dezembro de 1981; 112 mm em 23 de março de 1999 e de 111 mm em 20 de janeiro de 1967.
| Dados climatológicos para Andrelândia | Dados climatológicos para Andrelândia | Dados climatológicos para Andrelândia | Dados climatológicos para Andrelândia | Dados climatológicos para Andrelândia | Dados climatológicos para Andrelândia | Dados climatológicos para Andrelândia | Dados climatológicos para Andrelândia | Dados climatológicos para Andrelândia | Dados climatológicos para Andrelândia | Dados climatológicos para Andrelândia | Dados climatológicos para Andrelândia | Dados climatológicos para Andrelândia | Dados climatológicos para Andrelândia |
| Mês                                   | Jan                                   | Fev                                   | Mar                                   | Abr                                   | Mai                                   | Jun                                   | Jul                                   | Ago                                   | Set                                   | Out                                   | Nov                                   | Dez                                   | Ano                                   |
| ------------------------------------- | ------------------------------------- | ------------------------------------- | ------------------------------------- | ------------------------------------- | ------------------------------------- | ------------------------------------- | ------------------------------------- | ------------------------------------- | ------------------------------------- | ------------------------------------- | ------------------------------------- | ------------------------------------- | ------------------------------------- |
| Temperatura máxima média (°C)         | 27,1                                  | 27,1                                  | 26,4                                  | 25                                    | 23,5                                  | 22,7                                  | 23                                    | 24,5                                  | 25,3                                  | 25,5                                  | 25,9                                  | 25,8                                  | 25,2                                  |
| Temperatura média (°C)                | 21,7                                  | 21,7                                  | 20,9                                  | 19,3                                  | 17,2                                  | 15,8                                  | 15,8                                  | 17,1                                  | 18,7                                  | 19,8                                  | 20,5                                  | 20,6                                  | 19,1                                  |
| Temperatura mínima média (°C)         | 16,4                                  | 16,4                                  | 15,5                                  | 13,6                                  | 10,9                                  | 9                                     | 8,6                                   | 9,8                                   | 12,2                                  | 14,1                                  | 15,1                                  | 15,5                                  | 13,1                                  |
| Precipitação (mm)                     | 267                                   | 223                                   | 191                                   | 75                                    | 36                                    | 23                                    | 14                                    | 18                                    | 60                                    | 129                                   | 190                                   | 290                                   | 1 516                                 |
| Fonte: Climate-Data.                  |                                       |                                       |                                       |                                       |                                       |                                       |                                       |                                       |                                       |                                       |                                       |                                       |                                       |

### Fauna e flora
A vegetação nativa do município pertence ao domínio florestal Atlântico (Mata Atlântica), onde destacam-se árvores como os ipês, jacarandás, angicos, quaresmeiras, araucárias e cedro. O solo, ácido e com pouca matéria orgânica, e o clima seco, não favorecem o crescimento rápido da vegetação. A principal atividade econômica na zona rural é a pecuária leiteira e a queimada anual dos pastos é a prática de manejo usual. Como consequência a região possui um grande índice de destruição de sua cobertura vegetal original.
A falta de florestas e a pobreza da vegetação reduzem a fauna a pequenos roedores, pouquíssimos mamíferos e animais silvestres e aves de pequeno porte. Podem ser encontrados, ainda, espécies de lobos, raposas, o cachorro-do-campo, a jaguatirica, o gato-do-mato, o veado, o quati, a paca, a capivara, o mico e o sauá, embora, em número bem reduzido, graças à invasão de seu habitat pelo homem. Também a caça predatória contribuiu muito para o desaparecimento ou diminuição de certos animais selvagens. O veado, a lontra, o quati, o porco-do-mato e a capivara são exemplos disso: eram muito comuns na região, porém estão prestes a entrar em extinção pela caça predatória. O inhambu, o tucano e o jacu podem estar incluídos na lista de aves fadadas à extinção. Das aves que habitam a região, as de maior porte são a seriema, o urubu, o gavião, o pato selvagem, o marreco, o paturi, a garça branca e a cegonha. As águas de Andrelândia, livres de excessos de poluição devido à ausência de indústrias, servem muito bem para a pescaria amadora. Os peixes mais comuns nos seus córregos e rios são o lambari e suas diversas variedades, o piau ou piaba, o mandi e seus parentes (chorão, bagre e peixe-sapo), a tabarana, o capinheiro, o timburé, a pirapetinga, o dourado, traíra, o acará e a tilápia, os três últimos, presentes nas lagoas naturais e represas artificiais.
Para evitar maiores problemas ambientais, a prefeitura, juntamente com outras organizações e instituições do município, vem organizando diversas campanhas de conscientização ambiental, especialmente nas escolas da cidade. Algumas, além de estimularem a leitura, também têm como objetivo conscientizar os alunos da responsabilidade do meio em que vivem.

### Circunscrição eclesiástica
A paróquia de Nossa Senhora do Porto da Eterna Salvação pertence à Diocese de São João del-Rei.

#### Personalidade
O americano Martinho de Porres Ward foi missionário em Andrelândia até sua morte, em 1999. Em 1995, recebeu o título de cidadão honorário do município. O bispo diocesano, José Eudes Campos do Nascimento, autorizou o processo de estudo da santidade do sacerdote em 2020.

## Demografia
| \| Ano \\| \| Habitantes \| \| --------- \| ---------- \| \| 1970 \| 13 231 \| \| 1980 \| 12 013 \| \| 1991 \| 12 497 \| \| 2000 \| 12 310 \| \| 2010 \| 12 146 \| \| Est. 2014 \| 12 507 \| |            |
| Ano \| | Habitantes |
| 1970 | 13 231     |
| 1980 | 12 013     |
| 1991 | 12 497     |
| 2000 | 12 310     |
| 2010 | 12 146     |
| Est. 2014 | 12 507     |

A população do município em 2010 foi estimada pelo Instituto Brasileiro de Geografia e Estatística em 12 146 habitantes, sendo o 294º município mais populoso do estado, apresentando uma densidade populacional de 12,09 habitantes por km². Segundo este mesmo censo, 49,90% da população são homens (6 061 habitantes) e 50,10% (6 085 habitantes) mulheres, e 80,67% da população (9 798 habitantes) vive na zona urbana enquanto 19,33% (2 348 habitantes) vive na zona rural. Segundo o IBGE, Andrelândia possuía 8 834 eleitores em 2004. No ano de 2008 foram contabilizados 143 nascidos vivos registrados no município, 43 casamentos, 8 separações e 16 pedidos de divórcios concedidos em primeira instância. O município possui uma das menores taxas de vulnerabilidade de trabalho infantil do estado de Minas Gerais.
Seu Índice de Desenvolvimento Humano Municipal (IDH-M) é considerado alto pelo Programa das Nações Unidas para o Desenvolvimento (PNUD), seu valor é de 0,700. Considerando apenas o valor da educação, o índice é de 0,811 (elevado), enquanto o do Brasil é 0,849, Seu índice da longevidade é de 0,725 (o brasileiro é 0,638) e o de renda, de 0,663 (o do Brasil é 0,723). A cidade possui a maioria dos indicadores elevados e todos acima da média nacional segundo o PNUD. A renda per capita é de 7 096,56 reais e a taxa de alfabetização adulta é 16,060%. O coeficiente de Gini, que mede a desigualdade social, é de 0,46, sendo que 1,00 é o pior número e 0,00 é o melhor. A incidência da pobreza, medida pelo IBGE, é de 38,78%, o limite inferior da incidência é de 29,35%, o superior é de 48,20% e a incidência da pobreza subjetiva é de 30,98%. No ano de 2000 a população andrelandense era composta por 8 353 brancos (73,52%), 1 962 pardos (17,27%), 965 negros (8,49%), 10 amarelos (0,09%), 5 indígenas (0,04%) e 67 sem declaração (0,59%).

### Religião

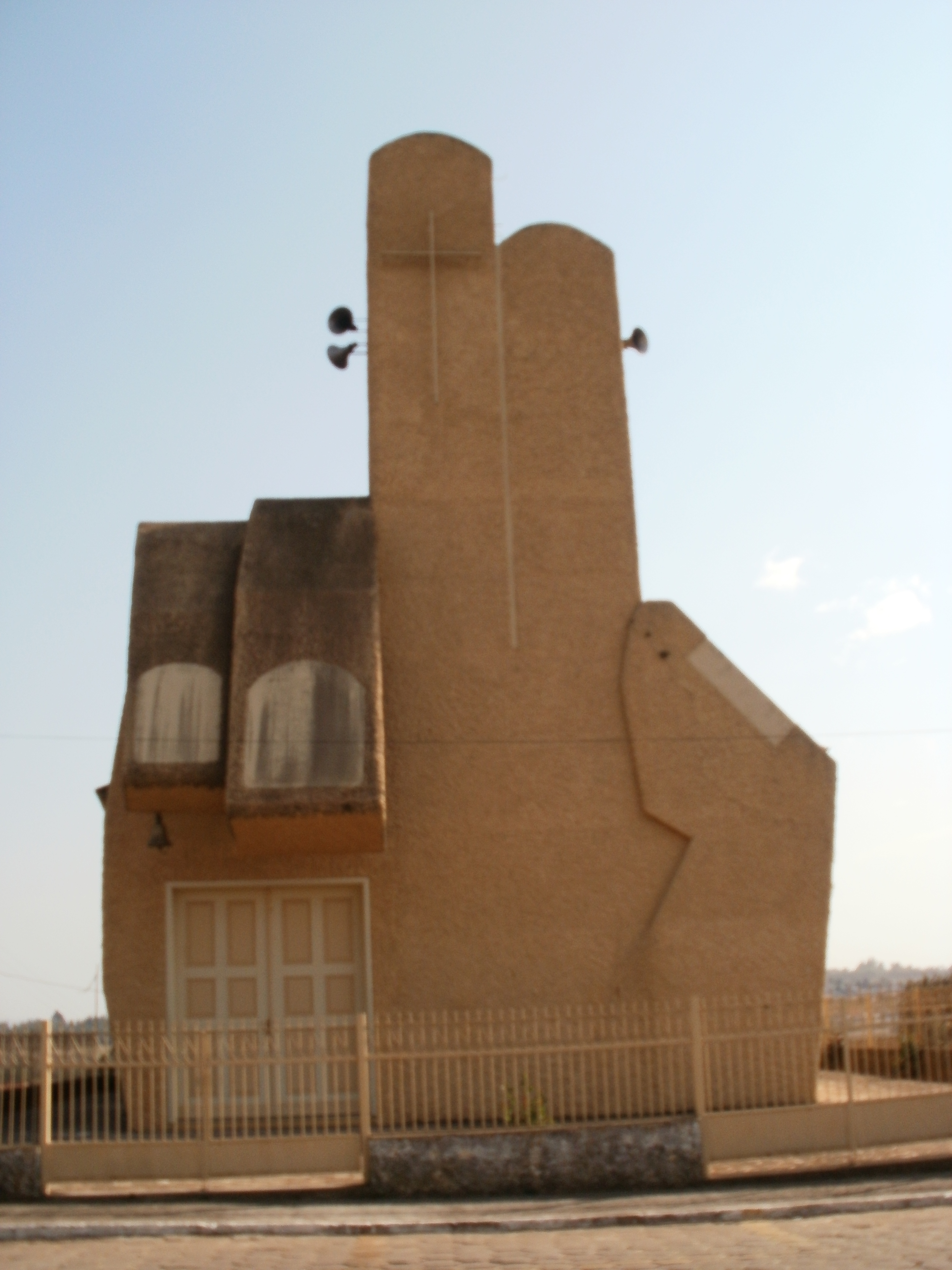
Igreja de São Benedito, situada no bairro Areão.

O catolicismo em Andrelândia não interfere apenas em sua vida sócio-político-administrativa, mas também tem acompanhado a suas história desde as origens. André da Silveira sentiu necessidade de erigir uma capela onde as pessoas pudessem se reunir, juntamente com os familiares, para participar dos atos litúrgicos da fé católica. A capela de Nossa Senhora do Porto do Turvo, como havia sido batizada, foi abençoada em 1755, pelo vigário de Aiuruoca, Padre Francisco de Cerqueira Campos.
Tal como a variedade cultural em Andrelândia, são diversas as manifestações religiosas presentes na cidade. Embora nos últimos anos tenha-se notado o crescimento de outras crenças religiosas, o município ainda possui uma matriz social eminentemente católica e 89% da população partilha dessa fé. A cidade de Andrelândia está localizada no país mais católico do mundo em números absolutos. A Igreja teve seu estatuto jurídico reconhecido pelo governo federal em outubro de 2009, ainda que o Brasil seja atualmente um estado oficialmente laico.
De acordo com dados do censo de 2010, a população de Andrelândia é composta por:
- Igreja Católica Romana: 89% - 10 681
- Igrejas Evangélicas (protestantes): 9% - 1 081
- Ateus, agnósticos, sem religião e não determinada: 1,5% - 182
- Outras religiões: 0,5% - 49

## Política

### Administração
De acordo com a Constituição de 1988, Andrelândia está localizada em uma república federativa presidencialista. Foi inspirada no modelo estadunidense, no entanto, o sistema legal brasileiro segue a tradição romano-germânica do Direito positivo. A administração municipal se dá pelo poder executivo e pelo poder legislativo.

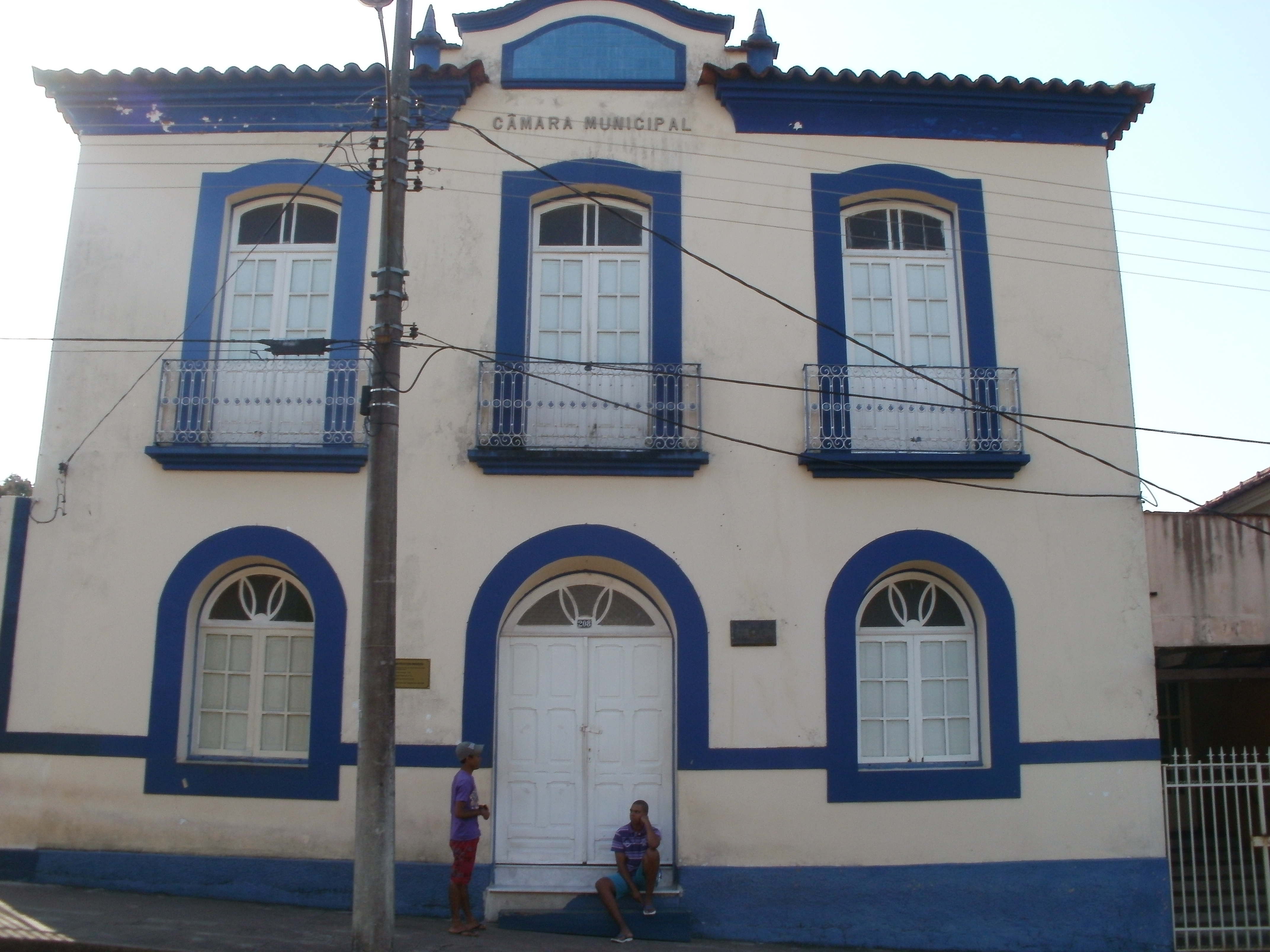
Sede da Prefeitura e da câmara municipal.

Antes de 1930 os municípios eram dirigidos pelos presidentes das câmaras municipais, também chamados de agentes executivos. Somente após a Revolução de 1930 é que foram separados os poderes municipais em executivo e legislativo. Em 14 mandatos 16 prefeitos passaram pela prefeitura. Nos últimos anos o cargo foi ocupado por Samuel Isac Fonseca, do Partido da Social Democracia Brasileira (PSDB), eleito nas eleições municipais no Brasil em 2008  com 60,71% dos votos válidos (4 624 votos) e reeleito nas eleições de 2012 com 45,02% das intenções (3 392 votos). Por ter menos de 200 mil eleitores o município não teve segundo turno.
O poder legislativo é constituído pela câmara, composta por nove vereadores eleitos para mandatos de quatro anos (em observância ao disposto no artigo 29 da Constituição) e está composta da seguinte forma: três cadeiras do Partido da Social Democracia Brasileira (PSDB), duas do Partido Trabalhista Brasileiro (PTB), duas cadeiras do Partido dos Trabalhadores (PT); uma cadeira do Partido do Movimento Democrático Brasileiro (PMDB); e uma do Partido Verde (PV). Cabe à casa elaborar e votar leis fundamentais à administração e ao Executivo, especialmente o orçamento participativo (Lei de Diretrizes Orçamentárias). O município de Andrelândia se rege por uma lei orgânica, que foi revisada para adaptação à Emenda Constitucional nº. 101 de 2000. A cidade é ainda a sede de uma Comarca. De acordo com o TRE-MG (Tribunal Regional Eleitoral de Minas Gerais), o município possuía em 2006 9 315 eleitores.

### "Veados" e "Caranguejos"
Na história política do município, se destacaram dois partidos locais: "Veados" e "Caranguejos" A rivalidade política entre eles em Andrelândia já ultrapassou um século de existência e mantém-se viva no espírito da maioria dos andrelandenses. Suas origens estão intimamente relacionadas com dois grandes vultos da história: coronel José Bonifácio de Azevedo por um lado e Visconde de Arantes por outro.
Visconde de Arantes foi por muito tempo o chefe absoluto e incontestável do Turvo, contando com a totalidade de seu eleitorado. Em 1887 surgiram os primeiros rebeldes e a primeira subtração em seus votos. Em 1890 apareceram contra o Visconde centenas de votos, a segunda e mais significativa subtração. Em 1894 os adeptos do PRT superaram em número os adeptos do Partido do Visconde. A tradição diz que um dos maiorais da facção do Visconde, inconformado com esta derrota, fez em público a seguinte observação: "Não é possível nossos votos terem diminuído tanto! Andamos para trás! Parecemos Caranguejos!". Este fato foi glosado com humor nos jornais da época. Por outro lado, os membros do PRT comemoravam euforicamente a votação maciça que conseguiram obter. Um verdadeiro pulo, como dá o veado, veloz cervídeo, quando está sendo perseguido. Em 1889 José Bonifácio de Azevedo, João Zuquim de Figueiredo Neves e José Ribeiro Salgado, três dos maiorais do PRT, fundaram na Fazenda Bahia, município do Turvo, a segunda fábrica de manteiga do Brasil, que intitulou-se "Fábrica de Manteiga Veado - Azevedo & Cia", fato que veio alicerçar a alcunha dos adeptos do partido do Coronel José Bonifácio.
Ainda hoje, embora existam no município inúmeros partidos políticos de siglas imponentes, nas eleições municipais eles formam irredutivelmente dois blocos: o dos "veados" e o dos "caranguejos", que se rivalizam de maneira implacável. Tal luta, no entanto, há tempos perdeu o sentido, porque sendo Andrelândia uma cidade sem grandes recursos, a divisão de sua comunidade acaba por fadá-la à estagnação e ao retrocesso.

## Subdivisões
O município de Andrelândia não conta com regiões administrativas. Ao ser fundada era constituída de cinco distritos: Turvo (Sede), Arantes, Bom Jardim, Madre de Deus do Rio Grande e São Vicente Ferrer. Porém, com o passar dos anos, todos elevaram-se à cidades, restando para Andrelândia apenas a sede, atualmente seu único distrito.
Alguns dos bairros mais pobres são o Santos Dumont e Vila Zamoura, onde a prefeitura precisou construir casas para vítimas de uma forte chuva no final de 2008. Outros menos desenvolvidos também estão sendo beneficiados pela pavimentação de suas ruas, como o Nossa Senhora de Fátima, Cruzeiro e Santa Clara. Um dos principais bairros é o Rosário, que, além de ser um dos mais antigos, é onde está situado a unidade municipal do Programa Saúde da Família (PSF), que beneficia ainda os bairros Vila Mariana, Serrinha, São José, Cruzeiro, Fábrica, Pedreira, Belo Horizonte I e II e Santa Clara.

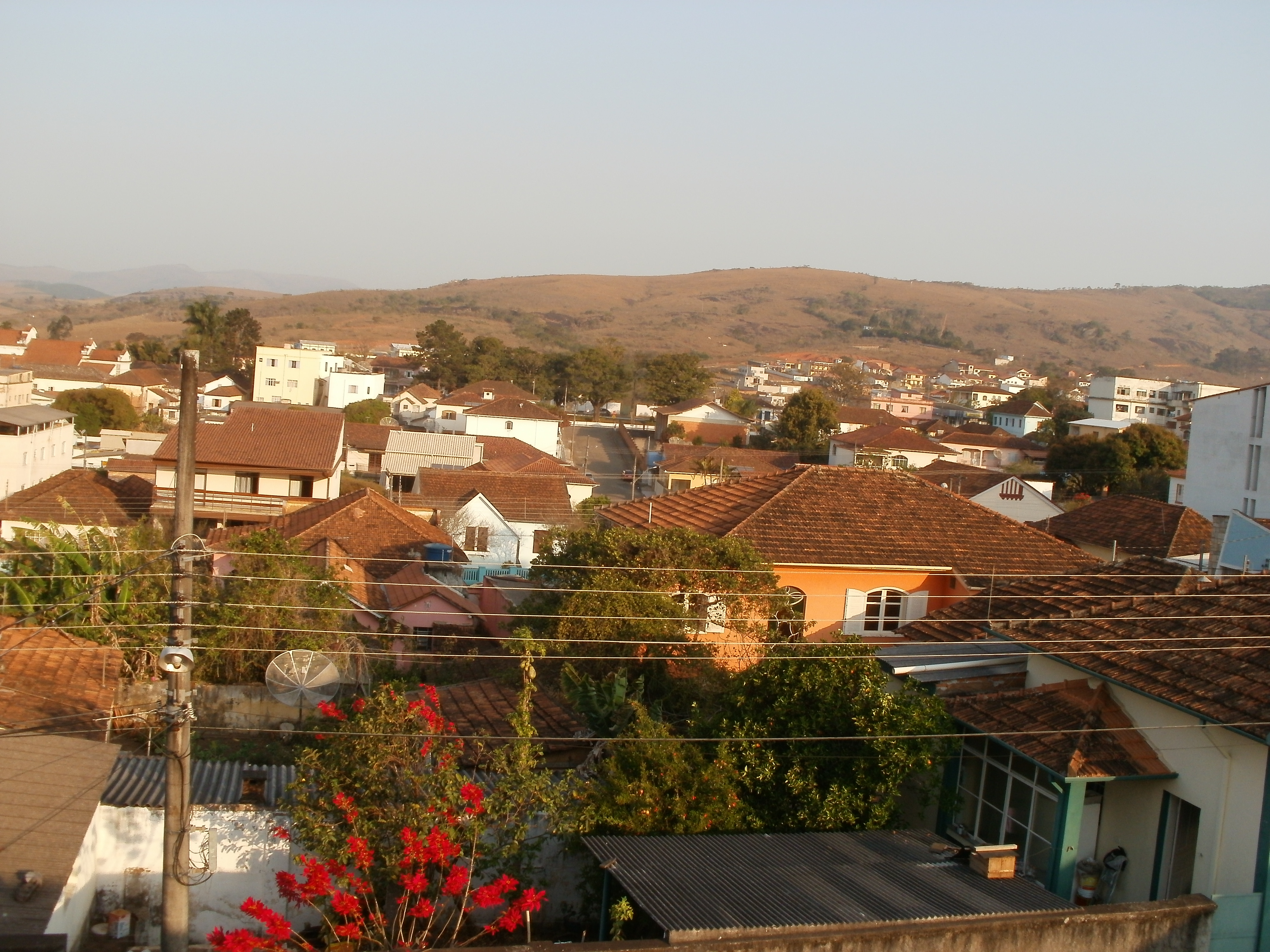
Vista parcial do Centro.
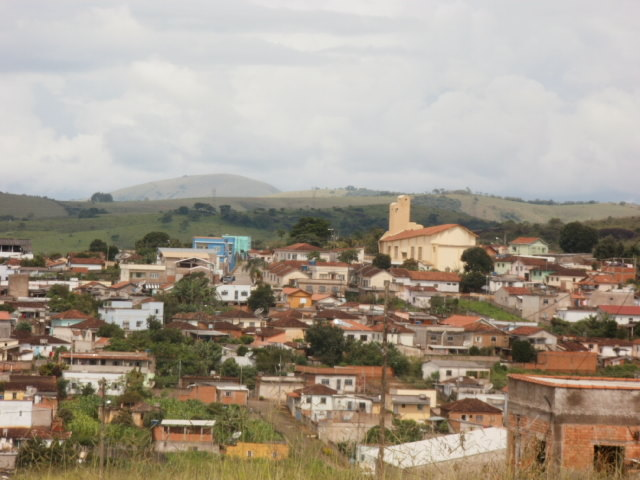
Bairros Nossa Senhora de Fátima e Areão

### Bairros
- Areão[76]
- Belo Horizonte I[76]
- Belo Horizonte II[76]
- Bem Viver [76]
- Centro[76]
- Chácara[76]
- Cruzeiro[76]
- Fábrica[76]
- Nossa Senhora de Fátima[76]
- Parque das Pedreiras[76]
- Quincas Tibúrcio [76]
- Rosário[76]
- Roseiral[76]
- São Dimas[76]
- São José[76]
- Santa Clara[76]
- Santa Tereza[76]
- Santos Dumon[76] t
- Seminário[76]
- Serrinha[76]
- Vargem[77]
- Vila Mariana[76]
- Vila Zamoura[76]

## Economia
O Produto interno bruto - PIB de Andrelândia é o segundo maior de sua microrregião, perdendo apenas para Cruzília, destacando-se na área de prestação de serviços. Nos dados do IBGE de 2008, o município possuía 87 812,889 reais no seu Produto Interno Bruto. Desse total, 3 659 mil reais eram de impostos sobre produtos líquidos de subsídios. O PIB per Capita de R$ 7 096,56.
Setor primário
| Produção de milho, cana-de-açúcar e feijão (2008) | Produção de milho, cana-de-açúcar e feijão (2008) | Produção de milho, cana-de-açúcar e feijão (2008) |
| ------------------------------------------------- | ------------------------------------------------- | ------------------------------------------------- |
| Produto                                           | Área colhida (Hectares)                           | Produção (Tonelada)                               |
| Milho                                             | 3 000                                             | 15 600                                            |
| Cana-de-açúcar                                    | 20                                                | 1 600                                             |
| Feijão                                            | 800                                               | 960                                               |

A agricultura tem razoável importância em Andrelândia. De todo o produto interno bruto da cidade, 16 990 mil reais é o valor adicionado bruto da agropecuária. Destacam-se as culturas de arroz, feijão e milho. Segundo o Instituto Brasileiro de Geografia e Estatística em 2008 o município possuía um rebanho de 25 253 bovinos, 3 093 suínos, 1 065 equinos, 98 ovinos, e 21 059 aves, dentre estas 12 465 galinhas, 8 594 galos, frangos e pintinhos e 161 codornas. Em 2008, a cidade produziu 18 709 litros de leite de 10 274 vacas. Foram produzidos 83 mil dúzias de ovos de galinha, 2 mil dúzias de ovos de codorna, 3 319 quilos de mel-de-abelha e 40 quilos de lã.
A lavoura permanente da cidade produz principalmente café (358 toneladas), uva (140 toneladas), goiaba (88 toneladas) e tangerina (64 toneladas). Na lavoura temporária, são produzidos principalmente o milho (15 600 toneladas), o feijão (960 toneladas) e a cana-de-açúcar (1 600 toneladas), sendo este último citado o principal produto agrícola do Brasil, sendo cultivada desde a época da colonização do país.
Setor secundário

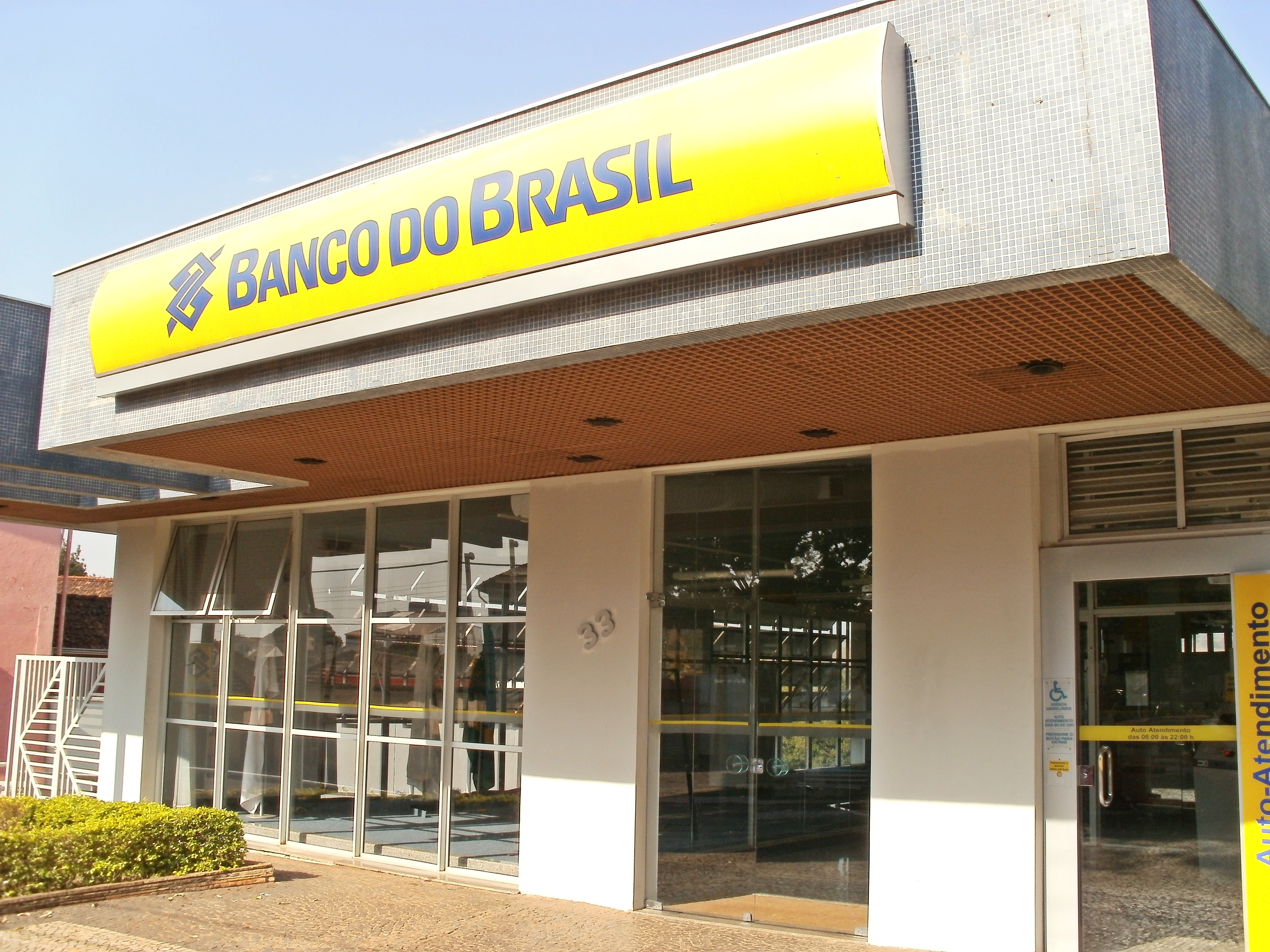
Agência do Banco do Brasil em Andrelândia.

A indústria ainda é muito incipiente no município, mesmo que comece a dar sinais de aprimoramento, é resumida principalmente à produção de laticínios. 8 352 mil reais do PIB municipal são do valor adicionado bruto da indústria (setor secundário). No ano de 2000, as principais empresas industriais classificadas segundo o número de empregados eram a Laticínios Flor de Andrelândia LTDA (fabricação de produtos alimentícios e bebidas) e a Seixas Pré-moldados Indústria e Comércio LTDA (fabricação de produtos de minerais não metálicos). Neste mesmo ano, 816 pessoas estavam ocupadas no setor industrial.
Setor terciário
43 512 mil reais do PIB municipal são de prestações de serviços (terciário). O setor terciário atualmente é a principal fonte geradora do PIB andrelandense. De acordo com o IBGE, a cidade possuía no ano de 2008 402 empresas e 2 781 trabalhadores, sendo 1 617 pessoal ocupado total e 1 164 ocupado assalariado. Salários juntamente com outras remunerações somavam 9 584 reais e o salário médio mensal de todo município era de 1,6 salários mínimos.
O movimento comercial andrelandense tem se expandido bastante desde o início da década de 1990. Era um sinal visível do crescimento econômico, da modernização e, consequentemente, do progresso da cidade, apesar da lentidão com que se desenvolveu antes da década de 1990. Atualmente o comércio andrelandense atrai ainda consumidores de cidades vizinhas para compras de produtos de primeira necessidade, sendo comercializados também móveis e eletrodomésticos, existindo apenas a ausência de concessionárias de automóveis e demais serviços de alta complexidade.
Tecnologia
Algumas empresas da área de tecnologia, principalmente prestadoras de serviço estabeleceram suas bases em Andrelândia como provedores de internet e desenvolvedoras de sistemas online, a partir de onde atendem empresas de todo território nacional, países da Europa e América Latina, como Dream Net, Futura Web e outras.

## Estrutura urbana

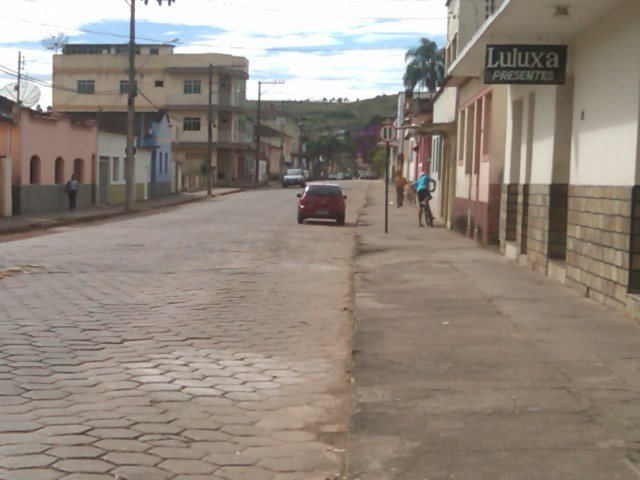
Rua São João del-Rei, pavimentada com paralelepípedos, típicos de Andrelândia

Andrelândia conta com boa infraestrutura. No ano de 2000, a cidade possuía 3 442 domicílios, entre apartamentos, casas, e cômodos. Desse total, 2 569 eram imóveis próprios, sendo 2 551 próprios já quitados (74,11%), 18 próprios em aquisição (0,52%), 349 eram alugados (10,14%), 507 imóveis foram cedidos sendo que 203 haviam sido cedidos por empregador (5,90%), 304 foram cedidos de outra maneira (8,83%) e 17 eram de outra forma (0,49%).
O município conta com água tratada, energia elétrica, esgoto, limpeza urbana, telefonia fixa e telefonia celular. Em 2000, 76,70% dos domicílios eram atendidos pela rede geral de abastecimento de água, 68.65% das moradias possuiam coleta de lixo e 77,24% das residências possuíam escoadouro sanitário. Seu Índice de Gini é de 0,46, um dos 40 maiores do estado de Minas Gerais.
Na segurança, Andrelândia não possui taxas tão altas de ocorrências de crimes graves por não ter muitos habitantes. A média da taxa de homicídios no município entre 2002 e 2006 foi de 5,4%. Não houve nenhuma ocorrência de óbitos por arma de fogo durante este mesmo período. A taxa de óbitos por acidentes de trânsito, que era de 8,2 aumentou para 32,5 em 2004, decrescendo para 8,6 em 2006 e apresentando uma média de 13,6% entre 2002 e 2006.

### Educação
Andrelândia conta com escolas em todas as regiões do município. Devido à intensa urbanização, os habitantes da zona rural têm fácil acesso a escolas em bairros urbanos próximos. A educação nas escolas estaduais tem um nível superior ao das escolas municipais, mas a prefeitura está criando estudos para tornar a educação pública estadual melhor, de modo a conseguir melhores resultados no Índice de Desenvolvimento da Educação Básica. O município, em 2008, contava com aproximadamente 2 676 matrículas, 167 docentes e 16 escolas nas redes públicas e particulares.
Em 2007, a administração ampliou a infraestrutura das escolas, que, hoje, já contam com uma melhoria na capacidade de atendimento para os estudantes. Por consequência disso, novos repasses e investimentos dos governo federal e estadual chegaram ao município, como a construção da primeira creche municipal, a ampliação da Escola Municipal João Narciso de Oliveira, a criação da Escola Técnica Agroflorestal e a construção de quadras poliesportivas.
| Ensino pré-escolar | 240 | 22  | 4  |
| Ensino fundamental | 668 | 107 | 10 |
| Ensino médio       | 556 | 24  | 1  |
| Ensino superior    | 44  | 14  | 1  |

### Saúde

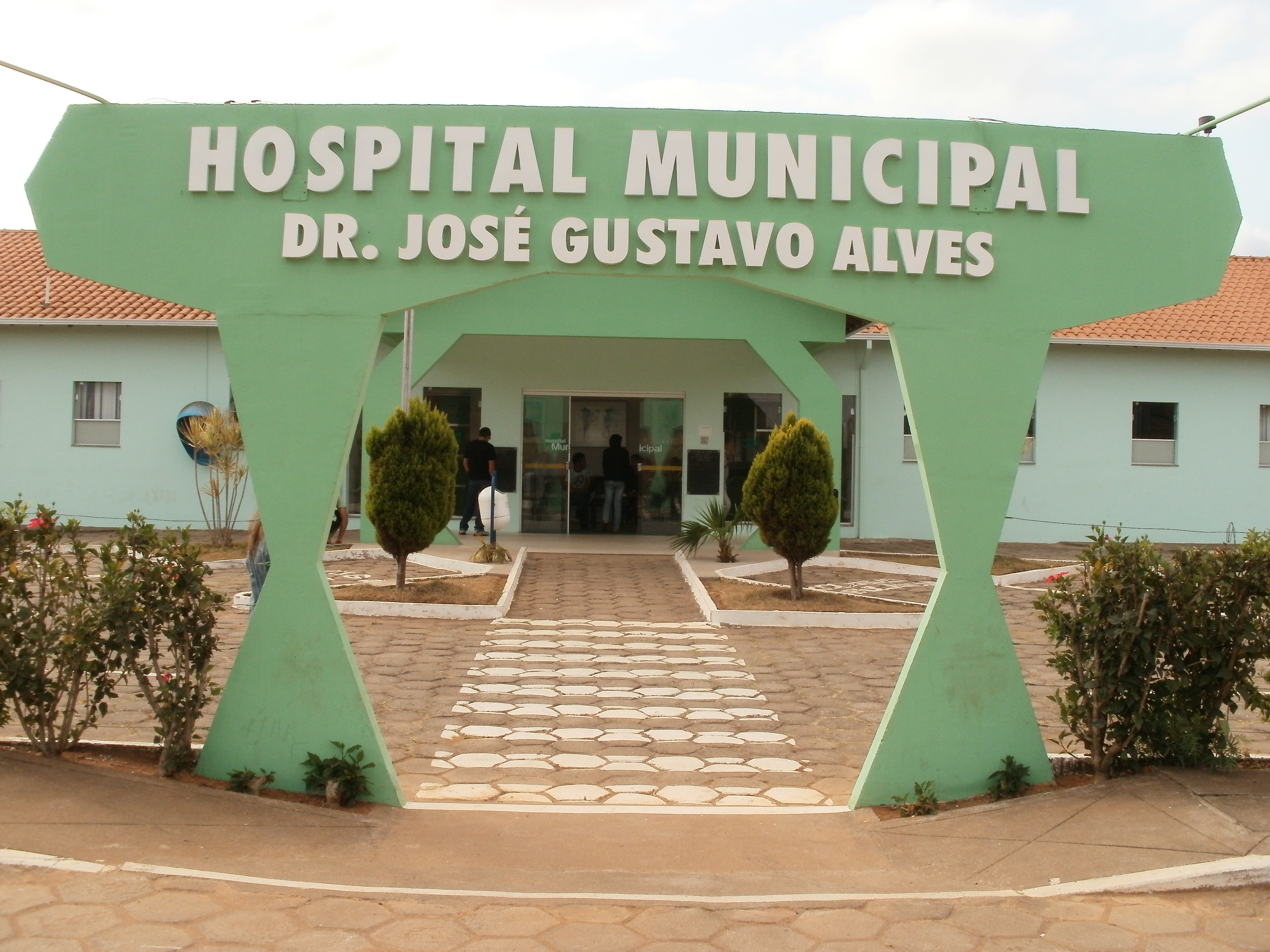
Hospital Municipal Doutor José Gustavo Alves

Até o ano de 2000, antes da administração de Francisco Carlos Rivelli (2001-2008), a cidade dispunha de duas unidades do Programa Saúde da Família (PSF), ambas sem atendimento odontológico, sendo uma no centro da cidade e outra no bairro do Rosário, porém o serviço não era suficiente para atender toda a população. Frente a isto, foi construída uma terceira unidade no bairro Santos Dumont, que hoje atende cerca de 4 000 pessoas que vivem nos bairros Santos Dumont, Vila Zamoura, Chácara, Areão e Santa Tereza. Para otimizar ainda mais o atendimento à população, foram realizadas reformas e ampliações nas duas unidades já existentes, que precisavam de manutenção urgente.
A inauguração do segundo bloco da Unidade Mista de Saúde Doutor José Gustavo Alves, ocorrida em 26 de outubro de 2007, veio amenizar as carências da população de Andrelândia nos atendimentos de baixa e média complexidade, urgências e emergências, além de atendimentos relacionados à gravidez e maternidade. Hoje são poucos os casos encaminhados para outras localidades sendo que a UMS tem capacidade de solucionar a maioria das patologias que necessitam de cuidados médicos, prestando inclusive atendimento 24 horas por dia. De acordo com dados do IBGE em 2005, o município possuía sete estabelecimentos de saúde, sendo três deles privados e quatro municipais entre hospitais, pronto-socorros, postos de saúde e serviços odontológicos. A cidade possui 57 leitos para internação em estabelecimentos de saúde.

### Serviços e comunicações

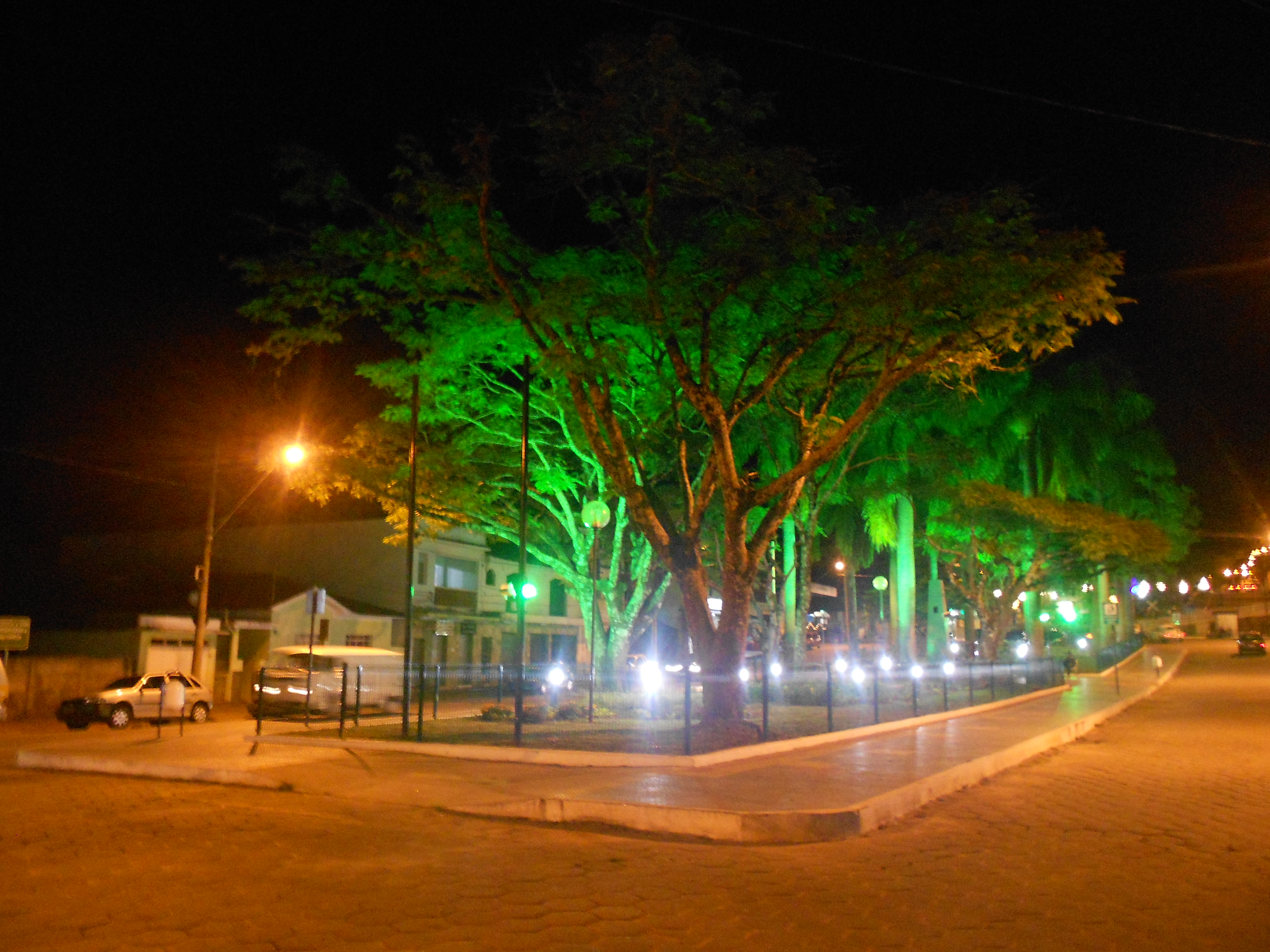
Iluminação noturna na Praça Gabriel Ribeiro Salgado: o abastecimento de energia elétrica é feito pela Companhia Energética de Minas Gerais (Cemig)

O serviço de abastecimento de água, assim como em boa parte do estado de Minas Gerais, é feito pela Companhia de Saneamento de Minas Gerais (Copasa). Já a coleta de esgoto é realizada pela própria prefeitura.
Em Andrelândia, como na maioria das antigas cidades do estado, usava-se a candeia com óleo de mamona para a iluminação interna das residências e, nas ruas, utilizava-se a iluminação somente nos dias festivos, quando as janelas eram todas iluminadas. A mais antiga referência de um sistema de iluminação pública dessa cidade é do ano de 1881. Em 22 de novembro de 1927 a Companhia Turvense de Luz e Força foi comprada por noventa contos de réis pela Companhia Sul Mineira de Eletricidade que estendeu a linha de transmissão até Bom Jardim de Minas, passando por Arantina. Mais tarde a Sul Mineira foi substituída pela Companhia Energética de Minas Gerais (Cemig) que, ainda hoje, assim como em praticamente todo estado, é a responsável pelo serviço de fornecimento de energia elétrica na cidade. No ano de 2003 existiam 4 378 consumidores e foram consumidos 7 173 289 KWh de energia.
Ainda há serviços de internet discada e banda larga (ADSL) sendo oferecidos por diversos provedores de acesso gratuitos e pagos. O código de área (DDD) de Andrelândia é 35. O Código de Endereçamento Postal (CEP) da cidade é 37300-000. No dia 12 de janeiro de 2009 o município passou a ser servido pela Portabilidade de números telefónicos, assim como as outras cidades de DDD 35. A portabilidade é um serviço que possibilita a troca da operadora sem a necessidade de se trocar o número do aparelho celular. Em 2001 foi contabilizada apenas uma emissora de rádio de acordo com a Associação Mineira de Rádio e TV e a Telecomunicações de Minas Gerais S.A, porém esse número aumentou ao longo dos anos. Atualmente as principais são a Andrelândia FM e a Rádio Cultura FM.

### Transportes

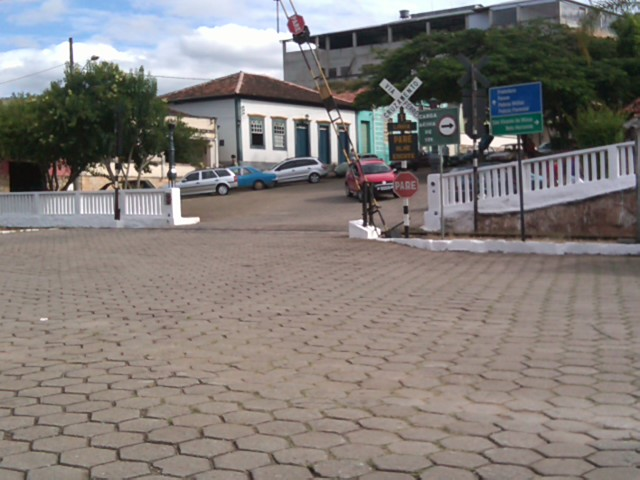
Passagem de nível no Centro da cidade

Por não possuir rios em abundância, o município não possui muita tradição no transporte hidroviário. O aeroporto mais próximo de Andrelândia é o Major-Brigadeiro Doorgal Borges, localizado em Barbacena, a 121 km da cidade. A frota municipal no ano de 2009 era de 2 414 veículos, sendo 1 648 automóveis, 120 caminhões, quatro caminhões trator, 198 caminhonete, 26 micro-ônibus, 378 motocicleta, vinte e quatro motoneta e dezesseis ônibus.
As primeiras estradas da região do município surgiram em princípios do século XX, sendo apenas arremedos de estradas que cortavam o município andrelandense. Na administração de Gabriel Ribeiro Salgado (1923-1926), deu-se início à construção da primeira estrada para automóveis de Andrelândia, ligando a São João del-Rei. Atualmente, a única rodovia asfaltada que serve a cidade é a BR-494 que, passando por Arantina, se entronca na BR-267 (Juiz de Fora-Caxambu). A BR-494 foi asfaltada graças à determinação do Presidente da República João Baptista de Oliveira Figueiredo que incumbiu a Empresa de Engenharia Ferroviária S/A (ENGEFER) a proceder às obras de pavimentação, quando, em 30 de abril de 1981, esteve em Andrelândia inspecionado as obras da Ferrovia do Aço. Um pequeno trecho sem pavimentação até São Vicente de Minas liga a cidade à Estrada Presidente Tancredo Neves, asfaltada em quase toda sua extensão, ligando o Circuito Histórico ao Circuito das Águas.
Visconde de Arantes propiciou à Andrelândia a passagem da Estrada de Ferro Oeste de Minas, que ligava São João del-Rei à estação de Sítio, atual cidade de Antônio Carlos. Em 14 de junho de 1914 a primeira locomotiva da Oeste chegou ao município. A partir da década de 1950, o sistema ferroviário da região passou a sentir, como em outras partes do Estado, os reflexos da maior expansão das rodovias, que absorveram a quase totalidade do tráfego de passageiros e do transporte de cargas leves, ficando a estrada de ferro praticamente limitada ao transporte do minério.
Andrelândia é cortada pela Linha Tronco da antiga EFOM, que liga o município à cidade de Araguari (MG), no sentido norte e às cidades fluminenses de Barra Mansa e Angra dos Reis, no sentido sul.
Pela ferrovia, além do transporte de minérios, por muitos anos o município foi atendido também pelo transporte de passageiros. Até agosto de 1996, o Trem Mineiro da antiga RFFSA, operava suas viagens aos finais de semana, sempre apresentando grande demanda de passageiros na ligação com Ribeirão Vermelho e Barra Mansa, causando intensa movimentação destes na Estação Ferroviária de Andrelândia.
Após a privatização da ferrovia naquele mesmo ano, os trens de passageiros de longa distância deixaram de circular na região e desde então, somente há o tráfego de trens cargueiros.

## Cultura e lazer

### Estrada Real

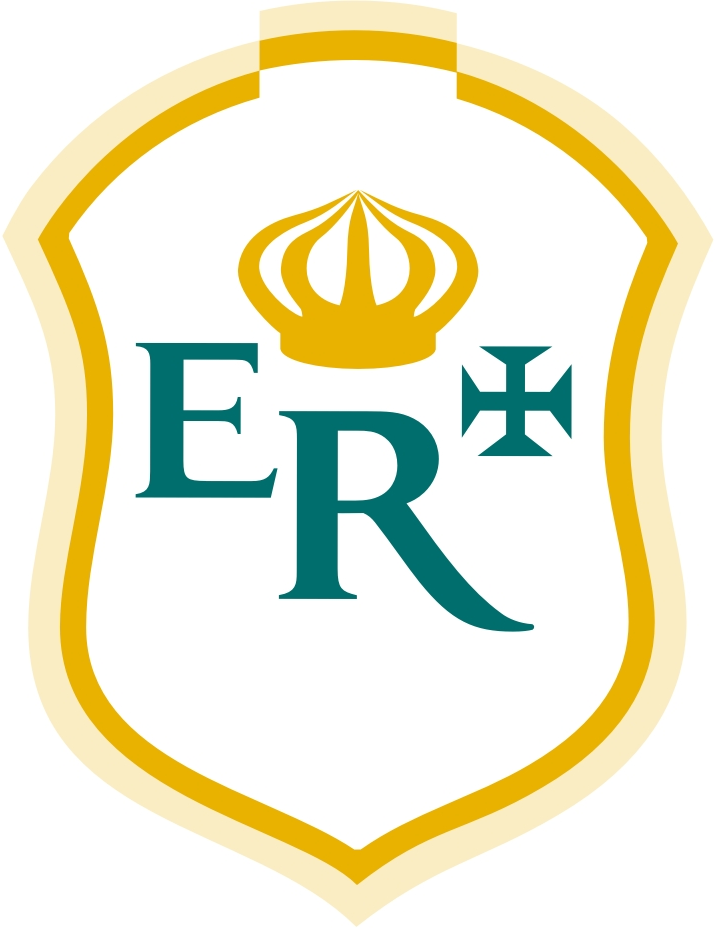
Escudo do Projeto "Estrada Real"

Um trecho importante da Estrada Real, mas ainda pouco pesquisado e explorado turisticamente, é o que se denominava Caminho do Comércio ou Caminho do Rio Preto, uma variante que foi aberta por volta do ano de 1813 para facilitar o trânsito de comerciantes e tropeiros entre São João del-Rei e o Rio de Janeiro. Essa rota, que partia do Caminho Novo em trecho compreendido entre os atuais municípios de Paty do Alferes e Paraíba do Sul, rumava em direção a Valença em terras fluminenses, depois seguia pelos antigos arraiais mineiros de Rio Preto, Bom Jardim, Turvo (atual Andrelândia), Madre de Deus, Santo Antônio do Rio das Mortes Pequeno e, finalmente, chegava à Vila de São João del-Rei. O Caminho do Comércio é uma importantíssima variante da Estrada Real e ao seu longo existe um número enorme e variado de atrativos culturais e paisagísticos, além de vários locais para a prática do chamado ecoturismo: As belas cachoeiras e os tanques de criação de trutas da região compreendida entre Rio Preto e Bom Jardim de Minas; a arquitetura colonial, os sítios arqueológicos, os doces e o queijo típicos e a cachaça de qualidade produzidos na região de Andrelândia; as fazendas e igrejas centenárias, as serras e as tradições folclóricas da região de Madre de Deus de Minas.
Recentemente um projeto de lei incluiu Andrelândia na rota da Estrada Real (ER). Para demarcar o local, foram colocados vários totens no município.

### Arquitetura

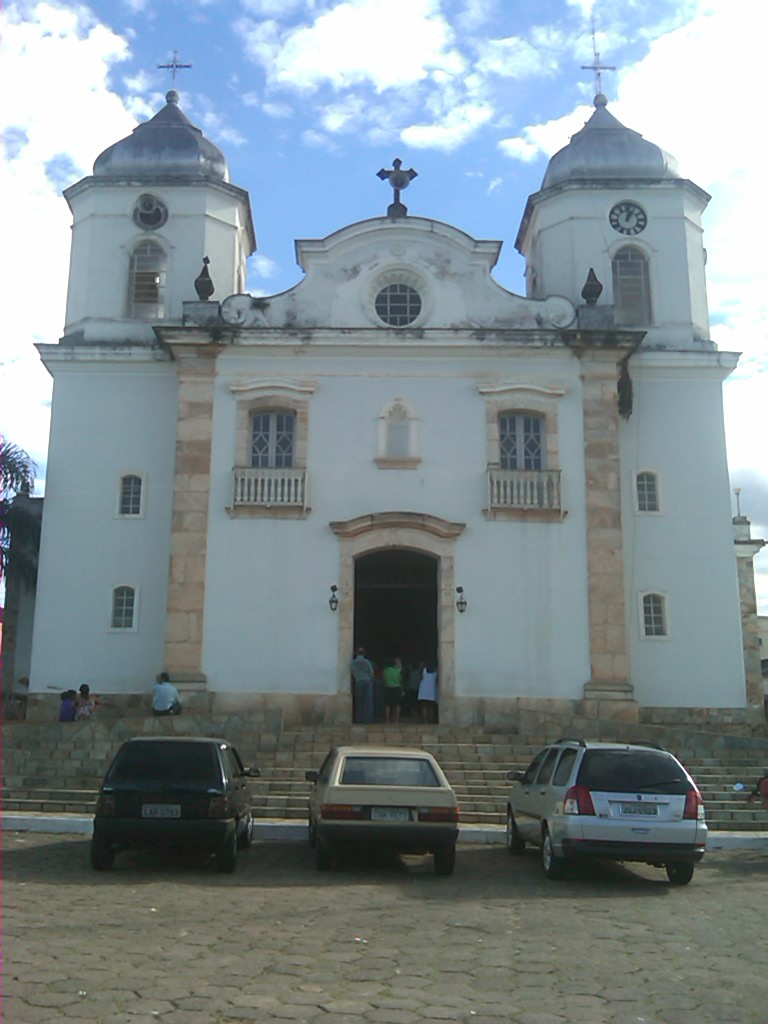
Igreja de Nossa Senhora do Porto da Eterna Salvação - Igreja Matriz de Andrelândia

O conjunto arquitetônico colonial de Andrelândia é significativo, embora já tenha sofrido perdas muito importantes como o sobrado onde funcionava a Câmara Municipal e a cadeia, o sobrado do Barão de Cajurú, os "Passos", dentre muitas outras. Problemático também é a descaracterização de muitas casas coloniais devido a substituição das telhas primitivas por modernas telhas francesas, formando uma mistura de estilos já ocorrida nas residências que pertenceram ao Major Gustavo Ernesto Alves, ao Visconde de Arantes e, até mesmo, com o mais antigos exemplares da arquitetura residencial colonial da cidade, hoje representado por um simples resquício, com suas soleiras de pedras desgastadas denunciando a antiguidade de sua existência.
A arquitetura da cidade é destaque em seus casarões centenários, através de ações da prefeitura e de outros órgãos, que se preocupam com a preservação da história do município. Em suas antigas construções se destacam as igrejas e capelas, muitas erguidas no estilo barroco. Segue abaixo a lista das igrejas:
- Igreja de Nossa Senhora do Porto da Eterna Salvação: é uma igreja católica do estilo barroco, construída por André da Silveira no centro do município. Foi planejada pelo arquiteto Lúcio Costa no final do século XVIII. No ano de 1890, o padre Francisco Severo Malachias realizou a primeira mudança na arquitetura da igreja. Até aquele ano, ela era desprovida de torre. Construiu-se uma torre baixa, posta à esquerda do prédio, que durou até 1918. Entre 1904 e 1913, foram feitos uns reparos, mas, somente para conservação. Em 1991, foram realizadas as últimas modificações: a troca do madeirame, renovação da pintura geral e alguns retoques necessários à conservação do templo.[114]
- Igreja de Nossa Senhora do Rosário: há muitas conjeturas sobre a época em que foi construída a igreja, porém, pode-se crer que a sua construção não aconteceu antes de 1817, data em que, por comando de D. João VI, rei do Reino Unido de Portugal, Brasil e Algarves, que estava hospedado no Rio de Janeiro, juntamente com a família real, fugindo às invasões napoleônicas na Europa, foi concedida a autorização para os escravos construírem a igreja.[115]
- Igreja de São Benedito: está localizada no bairro do Areão. Foi construída sob a orientação do padre José Tibúrcio e sua história pode ser conhecida fielmente através das palavras do próprio vigário num texto que ele preparou às vésperas da consagração desse templo. Foi inaugurada no dia 27 de setembro de 1936, quando a imagem do padroeiro, São Benedito, foi transladada da Igreja Matriz para lá, onde permaneceu até a derrubada da capela e consequente construção da atual igreja. Possui arquitetura moderna, imitando o gesto acolhedor de Jesus Cristo.[115]

### Artesanato
O artesanato é uma das formas mais espontâneas da expressão cultural andrelandense. Em várias partes do município, é possível encontrar uma produção artesanal diferenciada, feita com matérias-primas regionais e criada de acordo com a cultura e o modo de vida local. Esta diversidade torna o artesanato andrelandense, rico e criativo. A Associação dos Artesãos de Andrelândia reúne diversos artesãos da região, disponibilizando espaço para confecção, exposição e venda dos produtos artesanais. São produzidos especialmente colchas e caminhos de mesa de crochê, flores produzidas com folha de milho seca, peças produzidas com teares, dentre outras.

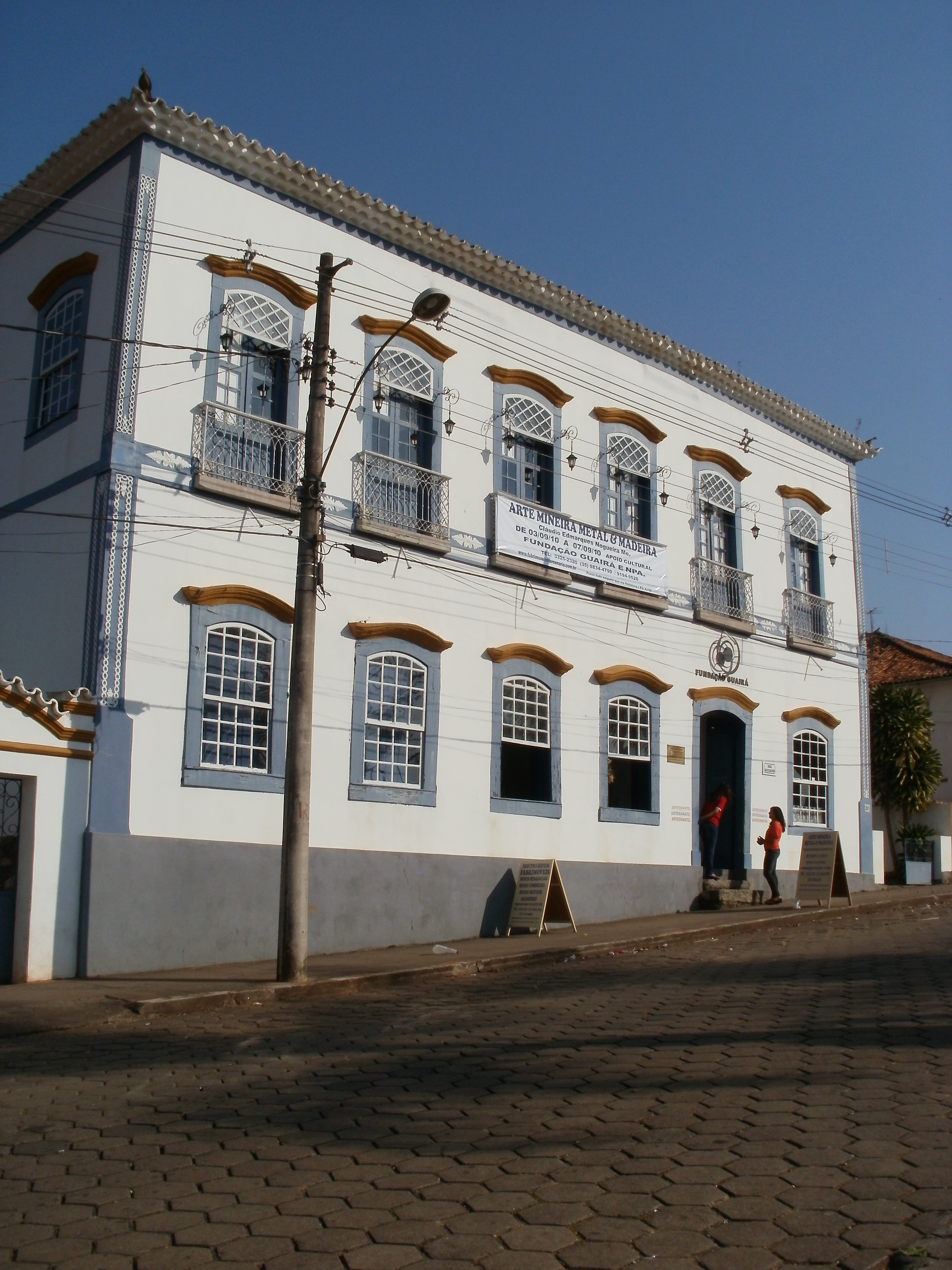
Fundação Guairá, casa de artefatos artesanais em Andrelândia

Normalmente essas peças são vendidas em feiras, exposições ou lojas de artesanato. A "Casa do Artesanato" representa o ponto de exposição e venda de diversas peças produzidas por artesãos de Andrelândia. Um importante patrocinador do artesanato no município é o CRAS, um projeto organizado pela prefeitura envolvendo famílias em situação de risco, que trabalham em pelo fortalecimento dos vínculos familiares e comunitários. Oferece cursos de artesanato, biscuit e os projetos de reciclagem com aproveitamento de jornais, cascas de alho, cebola e fibras vegetais.

### Música
A música do Brasil formou-se, principalmente, a partir da fusão de elementos europeus e africanos, trazidos respectivamente por colonizadores portugueses e pelos escravos. Os primeiros registros de atividade musical consistente no Brasil provêm da atividade dos padres Jesuítas, estabelecidos no país desde 1549. Em Andrelândia, além dos estilos musicais mais comuns do Brasil, também destaca-se a Música clássica.
Em Andrelândia, ao longo dos anos, se destacaram regionalmente diversas bandas com sede no próprio município, com destaque aos grupos do estilo erudito, como a Banda 15 de Agosto, a Santa Cecília, a Corporação Musical "Irmãos Leite", além da Sociedade Andrelandense Musical São Pio X, hoje conhecida por Banda São Pio X, fundada pelo maestro Rufino em 4 de março de 1955 e existe até hoje, sendo regida pelo maestro Wilson Pereira. Foi declarada de Utilidade Pública Municipal pela Lei Municipal n° 716 de 14 de outubro de 1985 e entidade de Utilidade Pública Estadual, de acordo com a Lei n° 9.203, de 24 de junho de 1986. A corporação sempre esteve presente em diversos momentos culturais, históricos, civis e religiosos de Andrelândia e região.

### Eventos

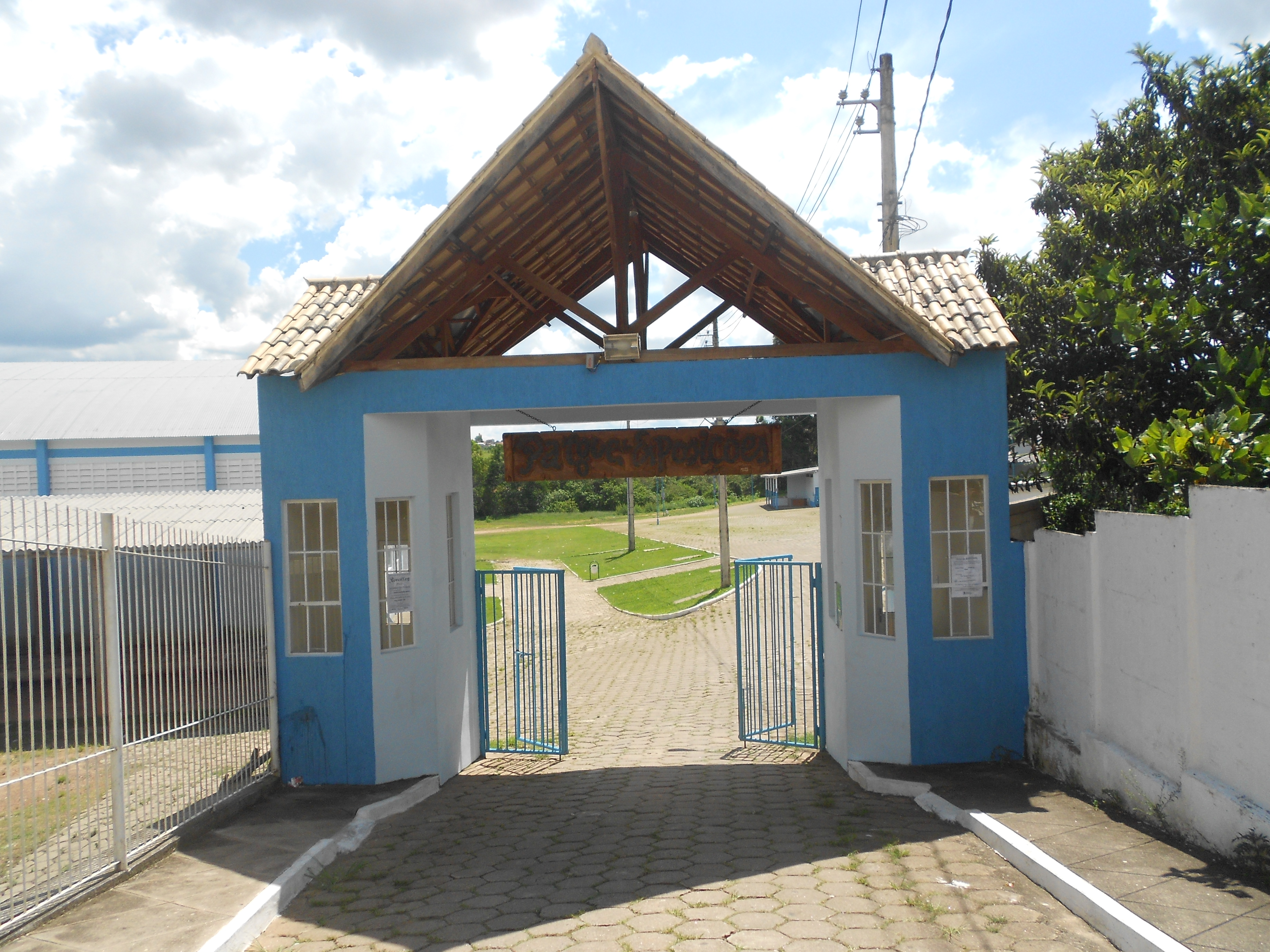
Entrada do Parque de Exposições de Andrelândia, onde costumam ser realizados os principais eventos da cidade

Para estimular o desenvolvimento socioeconômico local, a prefeitura de Andrelândia juntamente ou não com empresas locais, investe no segmento de festas e eventos. Essas festas, muitas vezes, atraem pessoas de outras cidades, exigindo uma melhor infraestrutura no município e estimulando a profissionalização do setor, o que é benéfico não só aos turistas, mas também a toda população da cidade. As atividades ocorrem durante o ano inteiro, em especial em épocas de feriados religiosos.
Festas religiosas
São realizadas nos períodos de comemorações religiosas ao longo do ano. Os principais eventos religiosos de Andrelândia são a Festa de São Sebastião e Folia de Reis, em janeiro; a Semana Santa, em março ou abril; a Festa de São Benedito, em maio; Corpus Christi, em junho e a Festa da Padroeira, em agosto.
Andrefolia
O Carnaval de Andrelândia é a festa mais popular de Andrelândia. É comemorado na praça Visconde de Arantes, popularmente conhecida como praça do fórum, as matinês (desfile dos blocos carnavalescos), além de shows de música e da Banda São Pio X. O Andrefolia leva o povo pelas ruas e faz a alegria dos foliões. Os blocos mais tradicionais do município são: Nem Ligo do Areão, Unidos do São Dimas, Confetes ao Vento e Das Virgens. Em algumas edições, chegou a atrair mais de 10 mil pessoas.
Comenda Visconde de Arantes
Foi instituída pela Lei Municipal 1 311/2002. A comenda homenageia anualmente, no dia 20 de julho, aniversário de fundação da cidade, até dez cidadãos, no campo político, empresarial, social e cultural, que prestaram serviços excepcionais à comunidade andrelandense. A cerimônia de entrega da comenda reúne diversas personalidades locais.
Exposição Agropecuária de Andrelândia
É realizado anualmente no feriado de 7 de setembro no Parque de Exposições José Athaíde de Oliveira. É a maior festa da cidade, tendo público médio de cerca de 30 mil pessoas. Nos últimos anos, a estrutura do Parque de Exposições foi reformada, passando por ampliações para receber um número maior de turistas e mais expositores. A festa dura cinco dias e tem como marca registrada, shows de grandes nomes do cenário musical brasileiro.

### Esportes
Assim como na maioria das cidades do país o esporte mais conhecido e praticado no município é o futebol, apesar da pouca tradição. De fato, somente nas escolas se dá o devido valor ao esporte como integração e saúde, mesmo assim num âmbito muito restrito, nas aulas de Educação Física. Ao longo do ano pequenos clubes de futebol da cidade ou da região, em parceria com a preitura e com o patrocínio de empresas locais, organizam competições amadoras, como o Campeonato Regional de Futebol, que é o campeonato de maior abrangência e amplitude de participação. Normalmente conta com um total de 20 times de várias cidades da região.
Nas escolas, a prefeitura juntamente com a Secretaria Estadual de Esportes e da Juventude (SEEJ) e a Secretária Municipal de Indústria, Comércio e Turismo organizam diversos eventos poliesportivos envolvendo crianças e adolescentes de várias escolas. O objetivo dessas atividades é a inclusão social através do esporte, ampliando a formação integral e garantindo acesso às práticas esportivas, pedagógicas, lúdicas, além da promoção à saúde e complementação nutricional.

### Feriados
Em Andrelândia, há três feriados municipais, oito feriados nacionais e quatro pontos facultativos. Os feriados municipais são: o Corpus Christi, sempre realizado na quinta-feira seguinte ao domingo da Santíssima Trindade, o aniversário da emancipação de Andrelândia, dia 20 de julho, e o dia da Assunção de Nossa Senhora, em 15 de agosto. De acordo com a lei Nº 9.093 de 12 de setembro de 1995, os municípios podem ter no máximo quatro feriados municipais, já incluso neste, a Sexta-Feira Santa.